# Supercoppa brasiliana 2023 (pallavolo femminile)
La Supercoppa brasiliana 2023, 9ª edizione della supercoppa nazionale di pallavolo femminile, si è svolta il 3 novembre 2023: al torneo hanno partecipato due squadre di club brasiliane e la vittoria finale è andata per la prima volta al Minas.

## Regolamento
Le squadre hanno disputato una gara unica.

## Squadre partecipanti
| Squadra     | Qualificazione                       |
| ----------- | ------------------------------------ |
| Minas       | Vincitrice Coppa del Brasile 2023    |
| Praia Clube | Vincitrice Superliga Série A 2022-23 |

## Torneo
| 3 novembre 2023 Arena Hall, Belo Horizonte Durata: 2h:33 - Spettatori: ? | Praia Clube | 2 - 3 | Minas | 19-25, 26-24, 22-25, 25-21, 12-15 |